# 5288 Нанкіті
5288 Нанкіті (5288 Nankichi) — астероїд головного поясу, відкритий 3 грудня 1989 року.
Тіссеранів параметр щодо Юпітера — 3,371.
Названо на честь Нанкіті (яп. なんきち(南吉) нанкіті)